# Kōji Arimura
Kōji Arimura (japanisch 有村 光史 Arimura Kōji; * 25. August 1976 in der Präfektur Fukuoka) ist ein ehemaliger japanischer Fußballspieler.

## Karriere
Arimura erlernte das Fußballspielen in der Schulmannschaft der Higashi Fukuoka High School und der Universitätsmannschaft der Pädagogischen Hochschule Fukuoka. Seinen ersten Vertrag unterschrieb er 1999 bei den Sagan Tosu. Der Verein spielte in der zweithöchsten Liga des Landes, der J2 League. Für den Verein absolvierte er 65 Spiele. 2002 wechselte er zum Ligakonkurrenten Ōita Trinita. 2002 wurde er mit dem Verein Meister der J2 League und stieg in die J1 League auf. Für den Verein absolvierte er 111 Spiele. Danach spielte er bei den Nagoya Grampus Eight (2006), Vissel Kobe (2006) und Roasso Kumamoto (2007–2008). Ende 2008 beendete er seine Karriere als Fußballspieler.